# What You're Doing
«What You're Doing» es una canción del grupo británico The Beatles, fue escrita por Paul McCartney y acreditada a Lennon/McCartney. Fue una de los ocho canciones propias de las catorce del álbum de 1964 Beatles for Sale, también apareció en el álbum americano de 1965 Beatles VI. 

## Música
La canción comienza con algo poco frecuente en la banda, un redoble de batería, recordando a una de las producciones de Phil Spector que eran muy populares en aquella época. Esta es seguida por una secuencia de guitarra, que es utilizada en toda la canción después de cada verso (dándole a la canción una sentido de unidad). La atmósfera de la canción es muy sincopado. Es notable la influencia de Buddy Holly en la canción. 
Según Richie Unterberger, la actuación incluye un "repique de guitarra de 12 cuerdas que suena extrañamente como el tipo de sonidos que identificaba a The Byrds aunque "What You're Doing" se grabó a finales de 1964, unos seis meses antes de que The Byrds se hicieran famosos con "Mr. Tambourine Man".
La canción carece de un coro, por lo que los versos se convierten en la melodía principal de la canción. En la primera mitad del verso, sigue la primera palabra de cada línea y está marcada por una voz exclamativa de fondo. La segunda mitad de cada verso se armoniza con "¡oh!", la figura y el ostinato comienzan antes de que acabe la última línea. Cada verso termina con una repetición de la frase del título:
Look, what you're doing
I'm feeling blue and lonely
Would it be too much to ask of you
What you're doing to me
También hay un puente que se produce dos veces para proporcionar un alivio temporal de los versos y un desglose instrumental con un solo de guitarra doblado y un piano que disminuye para mantener el ritmo.

## Letra
Las letra generalmente se cree que habla de la preocupación sobre la relación de McCartney con Jane Asher. Entre McCartney y Lennon, Paul había sido por lo general el más optimista de los dos a la hora de componer. Sin embargo, con esta canción expresa los sentimientos de soledad y la duda en su relación, un tema que se vería obligado a desarrollar más en el tiempo como su relación agria, con canciones como "I'm Looking Through You" y "You Won't See Me" de Rubber Soul, y "For No One" de Revolver. 
A lo largo de la canción, McCartney agrega un toque interesante en la rima para la combinación de una sola palabra de dos sílabas, una técnica que también se utiliza en "She's A Woman", que también fue grabada durante las sesiones de Beatles for Sale. 

## Grabación
"What You're Doing" fue grabada el 29 de septiembre, 30 de septiembre, y 26 de octubre de 1964 en los Estudios EMI. 

## Personal
- Paul McCartney - bajo (Höfner 500/1 63'), voz principal y piano (Steinway Vertegrand Upright Piano).
- John Lennon - guitarra acústica (Gibson J-160e), armonía vocal.
- George Harrison - guitarra de 12 cuerdas (Rickenbacker 360/12), armonía vocal.
- Ringo Starr - batería (Ludwig Super Classic).